# Yucca brevifolia
Árvore de Josué (Yucca brevifolia, também conhecida como Joshua tree, em inglês) é uma árvore pertencente à família agavaceae, que cresce quase exclusivamente no deserto de Mojave, nos EUA. Ainda que seja possível encontrar exemplares desta espécie nos estados norte-americanos do Arizona, do Utah e do Nevada, são particularmente abundantes no Parque Nacional Joshua Tree, na Califórnia, situado entre 600 e 2000 metros acima do nível médio das águas do mar.

## Crescimento
A árvore de Josué pode desenvolver-se a partir de sementes ou a partir de rizomas de outras árvores de Josué que se encontrem sob o solo. São árvores de crescimento lento. As plantas que nascem de sementes fertilizadas alcançam apenas alguns centímetros de altura nos seus primeiros anos. Crescem cerca de um centímetro por ano. O seu tronco é fibroso e não possui anéis concêntricos, o que torna muito difícil determinar a sua idade. Como consequência das suas raízes muito superficiais, estas árvores têm tendência para cair no chão, devido ao peso dos seus ramos compridos. Quando conseguem sobreviver ao rigor do tempo do deserto, podem atingir centenas de anos de idade, podendo em alguns casos alcançar mesmo os mil anos de idade. A árvore mais alta do Parque Nacional Joshua Tree possui cerca de 13 metros de altura.

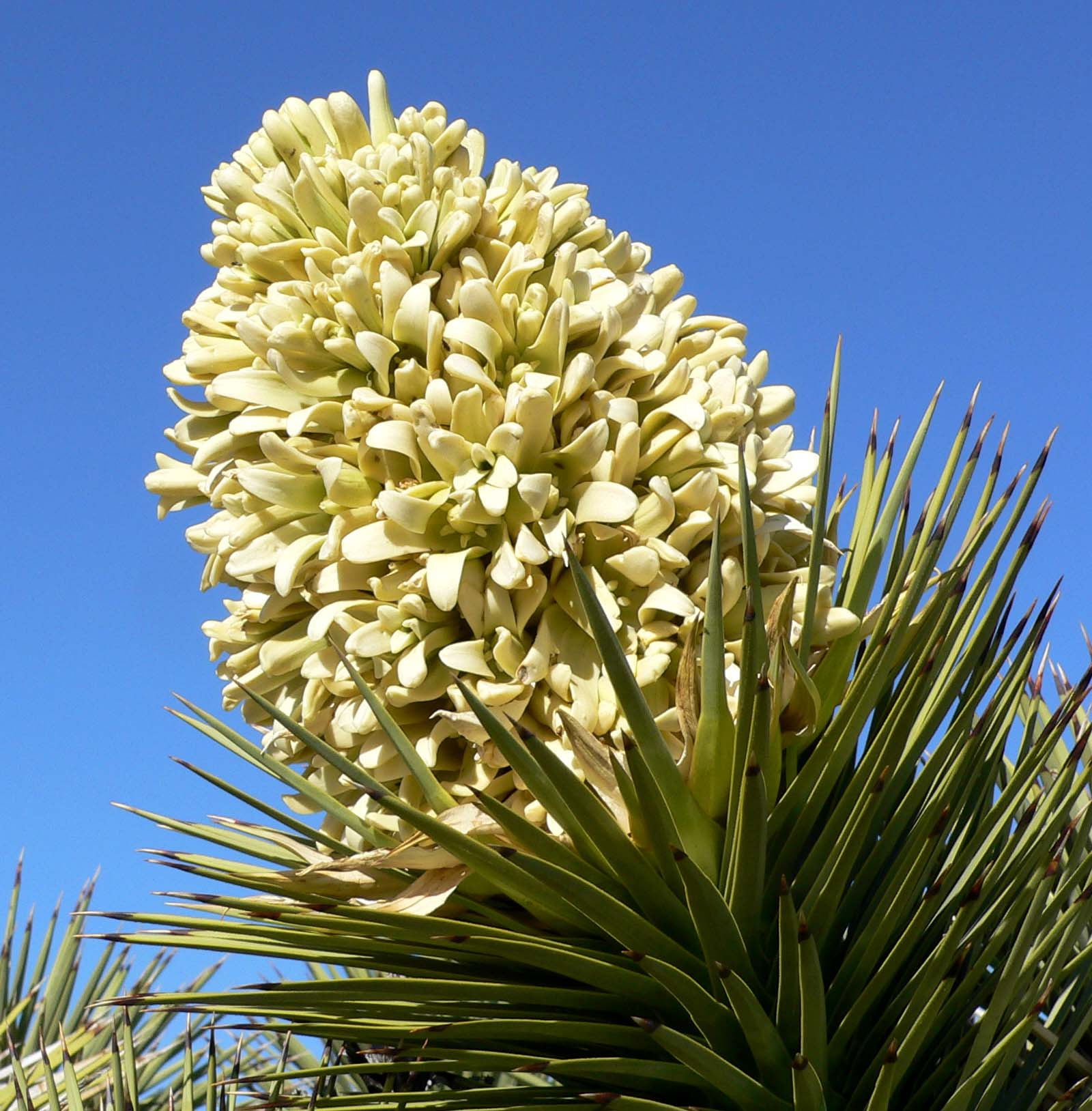
Flor da árvore de Josué

As folhas são verdes claras, lisas, em forma de baioneta, com entre 15 a 35 cm de comprimento e entre 7 e 15 cm de largura na base, estreitando-se até uma ponta pontiaguda. Organizam-se em espirais a partir do tronco, possuindo margens de cor branca, em forma de serra.
Na primavera, as árvores de Josué cobrem-se de flores com tons entre o branco e o amarelo. As flores aparecem entre fevereiro e finais de abril. As árvores não apresentam qualquer crescimento de ramos novos até que termine o florescimento, que não ocorre todos os anos. Como é comum nas plantas do deserto, o aparecimento de flores depende amplamente da quantidade de chuva e da altura do ano em que esta ocorra.
Uma vez floridas, as árvores são polinizadas por borboletas noturnas, que depositam os seus ovos nas flores. As larvas alimentam-se das sementes da árvore, deixando, no entanto, sementes suficientes para que se produzam novas árvores. Por outro lado, a árvores de Josué possuem também a capacidade de abortar ativamente ovários nos quais tenham sido colocados ovos em demasia.

## Origem do nome
O nome árvore de Josué parece ter sido dado por um grupo de mórmons, que em meados do século XIX, após atravessar o rio Colorado, viu a árvore pela primeira vez, ao chegar ao deserto de Mojave. A forma peculiar da árvore recordou-lhes a história bíblica do patriarca Josué (em inglês: Joshua) erguendo suas mãos para o céu, implorando a ajuda de Deus.